# Aceite mineral

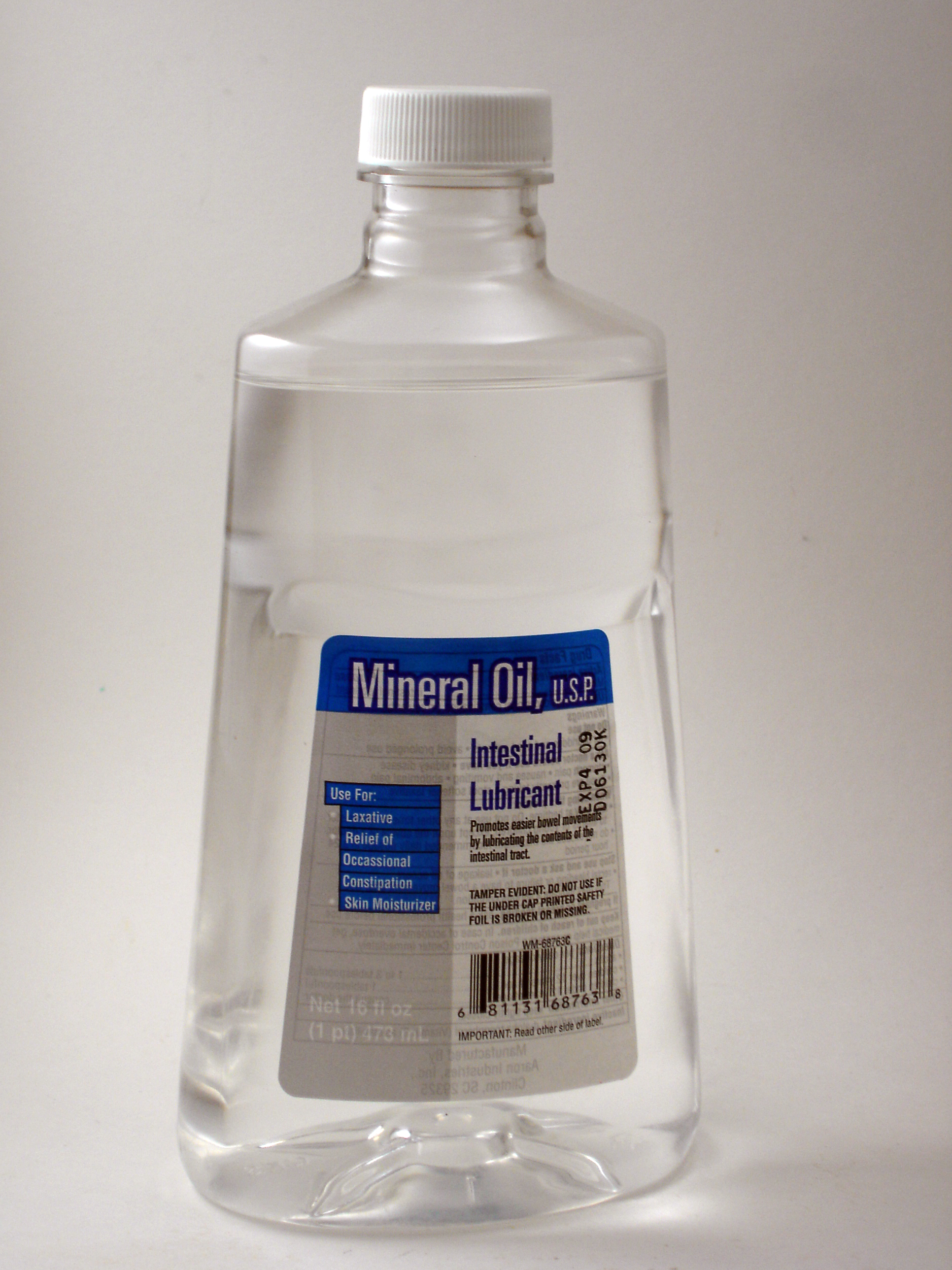
Botella de aceite mineral.

Un aceite mineral u óleo mineral es un subproducto líquido de la destilación del petróleo desde el petróleo crudo. Un aceite mineral en este sentido es un aceite transparente incoloro compuesto típicamente de alcanos (típicamente de 15 a 40 carbonos) y parafina cíclica. Tiene una densidad de unos 0,8 g/cm³.
El aceite mineral es una sustancia de relativamente bajo precio y se producen en grandes cantidades. El aceite mineral está disponible en grados ligeros y pesados. Tiene muchos usos. Por ejemplo, es utilizado como conservante de sustancias cuyo contacto con el aire o la humedad se quiere evitar (metales como el sodio o el litio). También puede ser utilizado  para lavar estas sustancias y eliminar impurezas adheridas a su superficie. La mayoría se utilizan como lubricante, refrigerante o por sus propiedades eléctricas. Básicamente hay tres clases de refinados:
- Aceites parafínicos basados en  n -alcanos
- Aceites nafténicos basados en cicloalcanos
- Aceites aromáticos basados en hidrocarburos aromáticos, no debe confundirse con aceites esenciales.